# Davide Bauce
Davide Bauce, né le 8 octobre 1999 à Vérone, est un coureur cycliste italien. Il évolue au sein de l'équipe MG.K Vis-Colors For Peace VPM.

## Biographie
En 2019, Davide Bauce termine troisième d'une étape du Tour de Serbie. L'année suivante, il s'impose au sprint sur la dernière étape du Tour de Szeklerland,. Il devient également stagiaire au sein de l'équipe continentale Novak à partir du mois d'aout. 
Lors de la saison 2021, il se classe troisième d'une étape du Tour du Frioul-Vénétie julienne, ou encore quatrième de la Coppa della Pace. Il est ensuite conservé par sa formation Gallina-Ecotek-Lucchini, qui devient une équipe continentale en 2022. 

## Palmarès et résultats

### Palmarès par année
- 2016
  - Coppa Borgo Panica
- 2017
  - 2e de la Coppa Montes
  - 2e du Gran Premio Sportivi di Loria
- 2020
  - Coppa San Bernardino
  - 4e étape du Tour de Szeklerland
- 2022
  - 3e du Piccola Sanremo

### Classements mondiaux
| Année                                 | 2019  | 2020  | 2021  | 2022  |
| ------------------------------------- | ----- | ----- | ----- | ----- |
| Classement mondial                    | 3275e | 1528e | 1534e | 1429e |
| UCI Europe Tour                       | 2000e | 1139e | 1077e | 970e  |
|                                       |       |       |       |       |
| Légende : nc = non classéSource : UCI |       |       |       |       |